# Brendon Urie

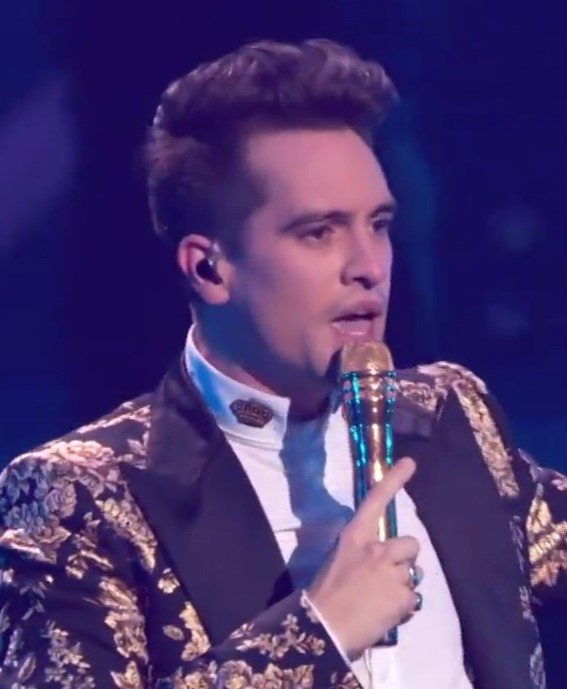
Brendon Urie, 2018

Brendon Boyd Urie (* 12. April 1987 in St. George, Utah) ist ein US-amerikanischer Sänger, Musiker und Songwriter. Er ist bekannt als Leadsänger der Rockband Panic! at the Disco, in welcher er, zum Zeitpunkt der Auflösung der Band, das einzige übrige Mitglied war.

## Frühes Kindesalter
Als Urie zwei Jahre alt war, zog seine Familie nach Las Vegas. Er ist das fünfte und jüngste Kind von Grace und Boyd Urie. Urie ist etwa zu einem viertel polynesischer Abstammung von Hawaii, seitens seiner Mutter. Er wuchs in einer HLT-Familie auf, verlor aber den Glauben im Alter von 17 durch Unzufriedenheit mit der Kirche und Unglaube in dessen Ideologien. Urie besuchte die Palo Verde High School in Las Vegas, wo er Brent Wilson beim Gitarrenunterricht traf. Er arbeitete beim Tropical Smoothie Cafe um den Übungsraum seiner Band zu bezahlen. In dem Cafe sang er oft für Kunden. Er erklärt: Ich habe alles gesungen, was ich damals gehört habe, aber ich habe auch Vorschläge angenommen. Ich erinnere mich daran Scorpions- und W.A.S.P.-Songs zu singen. 80er Hymnen waren normalerweise gut für Trinkgeld. Es waren viele verschiedene Sachen. Manche Leute mochten es, manche nicht. Ich musste die Wünsche von anderen respektieren, aber ein paar Leute haben mich gefragt etwas gegen Trinkgeld zu singen. Das hat immer Spaß gemacht. (I would sing anything I was listening to at the time, but I was down to take requests. I remember singing some Scorpions songs, some W.A.S.P. 80s anthems are usually good for tips. It was a huge range of stuff. Some people liked it, and some people didn't. I had to respect other people's wishes, but I had a couple people come in who would ask me to sing for a tip. That's always fun.)

## Karriere

### Panic! at the Disco
Urie traf Brent Wilson während Gitarrenstunden, die an seiner High School angeboten wurden und Wilson fragte ihn, ob er nicht die Position des Leadgitarristen für Panic! at the Disco übernehmen möchte, da diese zu der Zeit nach einem Ersatz suchten. Ursprünglich war Ryan Ross der Leadsänger der Band, aber als Urie während einer Bandprobe für Ross einsprang waren sie so beeindruckt von Urie's Stimmfähigkeiten, dass er als Leadsänger ausgewählt wurde.
Panic! at the Disco hat seitdem sieben Studioalben mit Urie als Leadsänger veröffentlicht. A Fever You Can't Sweat Out wurde am 27. September 2005 mit der Hitsingle I Write Sins Not Tragedies unter Decaydance und Fueled by Ramen veröffentlicht. Für das zweite Album Pretty. Odd. (2008) schrieb Urie zwei Lieder alleine, den sechsten Song I Have Friends in Holy Spaces und Folkin' Around. Er schrieb außerdem New Perspective für den Soundtrack zu dem Film Jennifer’s Body – Jungs nach ihrem Geschmack.
Nachdem Ryan Ross und Jon Walker die Band verlassen hatten, veröffentlichte die Band am 22. März 2011 ihr drittes Studioalbum Vices & Virtues. Am 8. Oktober 2013 veröffentlichten sie ihr viertes Album Too Weird to Live, Too Rare to Die!. Am 21. Juli 2014 gewann Urie Bester Sänger (Best Vocalist) bei den Alternative Press Music Awards. 2015 verließ Spencer Smith die Band und Bassist Dallon Weekes wurde aus der offiziellen Aufstellung zu einem Tourmitglied heruntergestuft, womit Brendon Urie zum einzigen ursprünglichen Mitglied wurde.
Am 15. Januar 2016 veröffentlichten Panic! at the Disco ihr fünftes Album Death of a Bachelor und erreichten damit die beste Verkaufswoche und das erste Nummer-eins-Album der Band.
Am 22. Juni 2018 wurde das sechste Album der Band Pray for the Wicked veröffentlicht.
Am 19. August 2022 erscheint das siebte Album Viva Las Vengeance.
Am 24. Januar 2023 gab Urie auf Instagram seinen Ausstieg und damit das Ende der Band bekannt – er wolle sich fortan ganz auf seine Familie konzentrieren.

## Stimme
Urie besitzt eine Tenor-Stimme, die vier Oktaven umspannt.

## Leben
Urie heiratete am 27. April 2013 Sarah Orzechowski, nachdem sie die Verlobung im September 2011 bekanntgegeben hatten. Ihr erstes gemeinsames Kind wurde im Februar 2023 geboren.
Das Lied Sarah Smiles aus dem Album Vices & Virtues wurde durch Orzechowski inspiriert.